# الدرم (الشعر)

تعديل مصدري - تعديل

الدرم محلة تابعة لقرية القرين، التابعة لعزلة القابل الاعلى بمديرية الشعر إحدى مديريات محافظة إب في الجمهورية اليمنية، بلغ تعداد سكانها 47 حسب تعداد اليمن لعام 2004.